# Cesare Moretti Jr.
Cesare Moretti Jr. (né le 6 septembre 1914 à Boulogne-sur-Mer et décédé le 4 avril 1985 à Vail aux États-Unis) est un ancien coureur cycliste sur piste, né italien et naturalisé américain en 1940. Il est le fils de Cesare Moretti Sr.

## Palmarès sur route
- 1934
  - Paris-Montrichard
- 1937
  - 5e étape du Tour du Nord
- 1938
  - 3e du Critérium des As

## Palmarès sur piste

### Six jours
- Six Jours de New York : 1939 (avec Cecil Yates) et 1948 (avec Alvaro Giorgetti)
- Six Jours de Washington : 1940 (avec William Peden)
- Six Jours de Buffalo : 1948 (avec René Cyr)